# Armando Monteiro
Armando de Queiroz Monteiro Neto GORB (Recife, 24 de fevereiro de 1952) é um administrador, industrial, advogado e político brasileiro filiado ao Podemos (PODE). Foi ministro do Desenvolvimento, Indústria e Comércio Exterior durante o governo Dilma Rousseff.
Ex-presidente da Confederação Nacional da Indústria (CNI) ocupando o cargo por 8 anos, sendo também Presidente do Conselho Nacional Deliberativo do SEBRAE e eleito senador por Pernambuco para as legislaturas do Congresso Nacional entre 2011-2019.

## Formação acadêmica e família
Filho de Armando Monteiro Filho e Maria do Carmo Magalhães de Queiroz Monteiro. Em 1973, graduou-se em administração pela Fundação Getúlio Vargas, e em 1988, em direito pela Universidade Federal de Pernambuco (UFPE).
Por parte materna, é neto de Agamenon Magalhães e, portanto, hexaneto de Agostinho Nunes de Magalhães, colonizador português que fundou a cidade brasileira de Serra Talhada, no estado de Pernambuco por volta de 1730.
É casado com Mônica Guimarães e é pai de quatro filhos.

## Carreira política
Iniciou sua vida política filiando-se em 1990 ao Partido da Social Democracia Brasileira (PSDB), permanecendo até 1997, quando se filiou ao Partido do Movimento Democrático Brasileiro (PMDB). Em 2003 filiou-se ao Partido Trabalhista Brasileiro (PTB), saindo em 2020. Elegeu-se deputado federal por Pernambuco por três mandatos consecutivos: 1999-2003 ainda pelo PMDB, 2003-2007 e 2007-2011 pelo PTB. No pleito de 2010 foi eleito Senador por Pernambuco, cujo mandato irá até 31 de janeiro de 2019. Seu suplente foi Douglas Cintra.
Concorreu sem êxito ao cargo de governador de Pernambuco nas eleições em Pernambuco em 2014. 

### Ministério do Desenvolvimento, Indústria e Comércio Exterior
No dia 1º de janeiro de 2015, Monteiro foi anunciado oficialmente como futuro ministro do Desenvolvimento, Indústria e Comércio Exterior no segundo mandato do Governo Dilma Rousseff. Assumiu o cargo, portanto, em meio à crise político-econômica no país. Como ministro, defendeu a abertura comercial e a retomada das reformas estruturais, como a tributária e a da Previdência, que tinham sido deixadas de lado pelo governo. Monteiro minimizou a gravidade da crise:
Eu não diria que o Brasil vive uma crise econômica dessa magnitude. A crise atual é diferente das anteriores. No passado, elas estavam associadas ao processo de descontrole inflacionário, de grande instabilidade macroeconômica e de tensões sociais e políticas. Hoje, paradoxalmente, temos um regime quase de pleno emprego, um ambiente institucional de normalidade e não passamos por uma crise externa aguda.— Armando Monteiro, em entrevista para a Revista Época
Em maio de 2016, deixou a pasta e voltou ao Senado Federal para votar contra o afastamento de até 180 dias da presidente Dilma em seu processo de impeachment.

### Sindicatos patronais
Já foi presidente da Federação das Indústrias do Estado de Pernambuco (FIEPE) eleito por quatro mandatos consecutivos (1992 a 2004). Em 15 de outubro de 2002 assumiu a presidência da Confederação Nacional da Indústria (CNI) para o período 2002-2006. Em 25 de julho de 2006, foi reeleito, em chapa única, para o exercício do mandato de 2006-2010, tomou posse em 7 de outubro.
Hoje, o setor industrial vive um momento positivo. A expectativa da CNI é fecharmos o ano com uma expansão de 3,7% para o PIB e de 5% para o PIB industrial. Mas ainda temos muito o que avançar, no sentido de atingirmos condições necessárias para que o País entre num ciclo de crescimento sustentável e para que as empresas nacionais possam competir nos mercados internacionais— Sobre o ano de 2006

### Senado
Em dezembro de 2016, votou a favor da PEC do Teto dos Gastos Públicos. Em julho de 2017 votou a favor da reforma trabalhista.

### Governo de Pernambuco
Tentou a eleição de 2018 para governador de Pernambuco, mas perdeu em 1° turno para Paulo Câmara que disputava a reeleição.

## Condecorações
As condecorações recebidas:

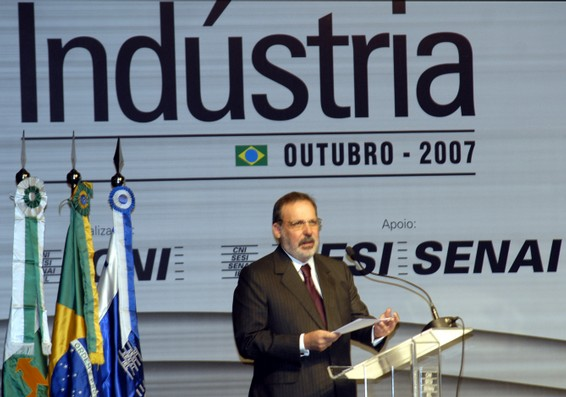
Em 22 de outubro de 2007, discursa durante o 2º Encontro Nacional da Indústria, que discutiu temas como licenciamento ambiental, Lei Geral, políticas e programas de apoio às micros e pequenas empresas entre outros. Foto:Antonio Cruz/ABr.

- 1994 – Medalha Conselheiro João Alfredo Correia de Oliveira (TRT/PE)
- 1995 – Ordem do Mérito Judiciário do Trabalho (TST)
- 1995 – Ordem do Mérito Judiciário Desembargador Joaquim Nunes Machado (TJ/PE)
- 1998 – Ordem do Mérito Prevencionista, Grande-Oficial (Agência Brasil de Segurança/Recife)
- 2005 – Ordem de Rio Branco, Grande-Oficial suplementar (Luiz Inácio Lula da Silva)[1]

## Obras publicadas
As obras publicadas:
- Missão e Compromisso. Recife: Letras & Artes, 1997. 117 p.